# کلارنس براون

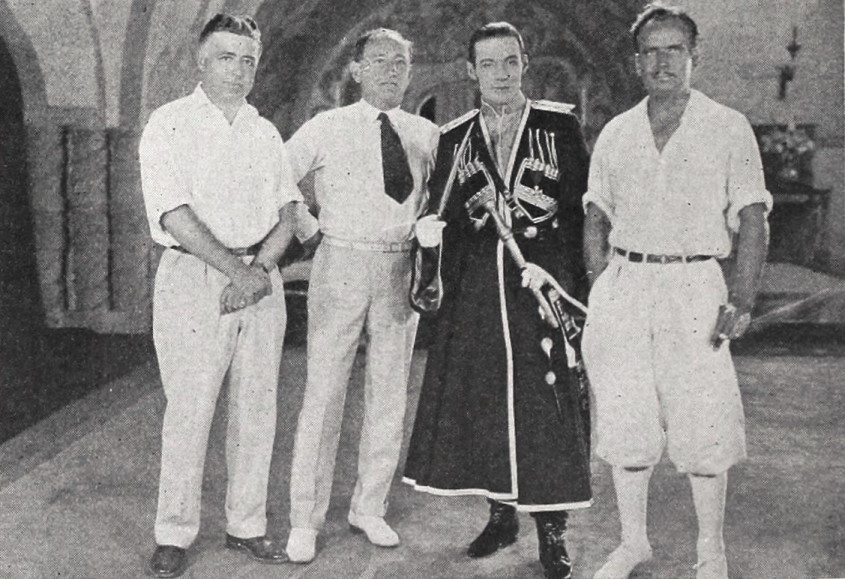
پشت صحنه فیلم عقاب ها 1925

کلارنس براون (انگلیسی: Clarence Leon Brown; ۱۰ مهٔ ۱۸۹۰ – ۱۷ اوت ۱۹۸۷) کارگردان، فیلم‌نامه‌نویس، و تهیه‌کننده اهل ایالات متحده آمریکا بود.

## گزیدهٔ فیلم‌شناسی
- آنا کریستی
- آناکارنینا
- اما
- جسم و شیطان
- روح آزاد
- صخره‌های سفید دوور
- عشق
- عقاب
- فتح
- فصل باران آمد
- کازاک
- کمدی انسانی
- ولوت ملی
- گوزن یک‌ساله
- آخرین موهیکان